# Lucia Morico
Lucia Morico (n. 12 decembrie 1975, Fano, Marche, Italia) este o sportivă ce a reprezentat Italia, medaliată olimpică. A participat la 2 ediții ale Jocurilor Olimpice (2004, 2008) în care a câștigat 1 medalie de bronz.